# Andréa Guiot
Andréa Guiot (* 11. Januar 1928 in Garons, Département Gard; † 15. Februar 2021 in Nîmes) war eine französische Opernsängerin (Sopran). Sie wurde hauptsächlich als Sängerin in französischen Opern bekannt.

## Leben
Andréa Guiot, in der Nähe von Nîmes in Südfrankreich geboren, entdeckte im Alter von 4 oder 5 Jahren die Kunstform Oper, als sie eine Aufführung von Faust im Amphitheater von Nîmes besuchte. Sie studierte zunächst privat Gesang und setzte ihre künstlerische Ausbildung am Conservatoire National de Paris fort, wo die bekannte Sopranistin Janine Micheau zu ihren Lehrern zählte. 1955 gewann sie noch während ihrer Zeit am Konservatorium ihren ersten Gesangspreis.
Sie debütierte 1955 am Opernhaus von Nancy mit der Rolle der Marguerite in Faust, die sie bereits am Konservatorium studiert hatte. Anschließend wurde sie an die Opéra-Comique Paris verpflichtet (Antrittspartie: Antonia in Hoffmanns Erzählungen), wo sie von 1957 bis 1972 fest engagiert war. Hier sang sie u. a. Micaëla in Carmen, Mimi in La Bohème, Salomé in Hérodiade sowie die Titelpartien in Manon von Massenet und Mireille von Gounod. Die letztgenannte Partie sang sie 1962 auch in der 1000. Aufführung dieser Oper. In Frankreich galt sie daher als „Mireille nationale“.
An der Pariser Grand Opéra debütierte sie ebenfalls als Marguerite. Dort sang sie im November 1959 in Carmen (mit Jane Rhodes in der Titelpartie) die Micaëla. 1968 sang sie an der Pariser Oper mit großem Erfolg die Liù in Turandot an der Seite von Birgit Nilsson und James King. An der Grand Opéra Paris trat sie bis 1978 auf (zuletzt als Mimì, als eines der Blumenmädchen in Parsifal neben Christiane Eda-Pierre und Jane Berbié sowie als Helmwige in Die Walküre).
Sie gastierte außerdem regelmäßig an den großen französischen Bühnen, u. a. in Bordeaux, Toulouse, Vichy und Nizza. An der Opéra du Rhin in Straßburg sang sie u. a. 1973 die Desdemona in Otello, 1974 die Madama Butterfly und 1975 die Elisabetta in Don Carlos. Sie gastierte beim Wexford Festival in Irland (1961, als Mireille), beim Festival International de Baalbeck (1962), beim Festival von Orange (1964 als Mireille), an der Wiener Staatsoper (1965 als Marguerite) und an der Scottish Opera in Glasgow (1964, ebenfalls als Marguerite).
In Übersee trat sie 1963 an der Lyric Opera of Chicago als Marguerite auf. 1964 sang sie in der New Yorker Carnegie Hall in einer konzertanten Aufführung der Oper Dialogues des Carmélites. Sie gastierte an den Opernhäusern von San Antonio (1965 als Marguerite) und Philadelphia (1965, ebenfalls als Marguerite), sowie an der New Jersey State Opera in Newark (1975 als Micaëla). Am Teatro Colón in Buenos Aires sang sie 1965 die Madame Lidoine in der Premiere der Dialogues des Carmélites und 1966 die Euridice in Orfeo ed Euridice.
1975 nahm sie in Straßburg ihren Abschied von der Opernbühne, trat aber noch mit Konzerten und Liederabenden auf. Erst 1993 gab sie ihre Karriere endgültig auf. 1977 wurde sie als Nachfolgerin von Janine Micheau Professorin am Conservatoire National de Paris. Zu ihren Schülern gehörte die Sopranistin Valérie Millot. Sie unterrichtete auch in Lyon, Toulouse, Marseille, Straßburg und Montpellier.
Andréa Guiot starb im Alter von 93 Jahren an den Folgen einer SARS-CoV-2-Infektion.

## Repertoire und Tondokumente
Zu Guiots weiteren Opernrollen gehörten Donna Elvira in Don Giovanni (neben Gérard Souzay in der Titelrolle), Fiordiligi in Così fan tutte, Marzelline in Fidelio, Juliette in Roméo et Juliette, Alice Ford in Falstaff und die Teresa in Benvenuto Cellini.
Von Guiots Stimme sind zahlreiche Tondokumente erhalten. Ihre Schallplatten, auch Live-Aufnahmen, erschienen bei Philips (Camille in Louise, Micaëla, Mireille), Pathé (Véronique von André Messager), Golden Age of Opera (Hérodiade von Massenet), HMV/EMI und On Stage (Desdemona in Ausschnitten aus Otello mit Sándor Konya als Partner).